# Ти — мені, я — тобі
«Ти — мені, я — тобі» (рос. «Ты — мне, я — тебе») — радянська кінокомедія 1976 року, в головній ролі Леонід Куравльов.

## Сюжет
Іван Кашкін (Леонід Куравльов) — престижний столичний банщик, має значний список клієнтури, «потрібних людей» із доступом до «дефіциту». Його брат-близнюк Сергій Кашкін (теж Леонід Куравльов) — звичайний чесний провінційний інспектор Рибнагляду.
Іван Кашкін живе за принципом «ти — мені, я — тобі». Натомість його брат-близнюк інспектор Сергій не дає волі браконьєрам, але одного разу потрапляє до лікарні, тож просить Івана тимчасово замінити його, щоб зловмисники не помітили його відсутності та не скористалися цим. Іван на новому для себе місці починає діяти за своїми звичними правилами  — «рука руку миє», заводить нових «друзів» і в результаті опиняється у ситуації катастрофічних наслідків. Місцевий завод продовжує скидати в річку промислові відходи, що, крім зусиль браконьєрів, призводить до мору осетра. Але будучи за своєю природою все ж таки людиною порядною, Іван Кашкін переглядає власні життєві принципи й намагається врятувати становище…

## У ролях
- Леонід Куравльов — Іван Сергійович Кашкін/Сергій Сергійович Кашкін (роль Сергія озвучував Юрій Саранцев)
- Тетяна Пельтцер — Тьотя Люба
- Алла Мещерякова — Віра, дружина Сергія Кашкіна
- Світлана Світлична — Валя, подруга Івана Кашкіна
- Юрій Медведєв — Степан, браконьєр
- Валерій Носик — Гриша, браконьєр
- Роман Ткачук — Пантюхов, браконьєр
- Євген Шутов — Батурін, громадський інспектор
- Ілля Рутберг — Ілля Петрович Влюбчивий, завідувач лабораторії
- Валентина Карева — Катя (Катерина Михеївна Федорова)
- Еммануїл Геллер — Єгорович, швейцар в лазні

### В епізодах
- Родіон Олександров — клієнт Івана Кашкіна
- Віра Бурлакова — секретарка директора хімкомбінату
- Еммануїл Геллер — Єгорич, швейцар
- Микола Горлов — Михей Іванович, батько Каті
- Юрій Ільянов — начальник районного Рибнагляду
- Леонід Іудов — колгоспний бригадир
- Людмила Карауш — Жаклін, подруга Сані
- Юрій Леонідов — кореспондент з районної газети
- Ігор Меркулов — Коля Івакін, учень 8"б" класу, громадський інспектор
- Григорій Михайлов — Кіндрат Архипович Михальов, міністр
- Павло Махотін — директор Новостарського хімкомбінату
- Микола Сморчков — лейтенант міліції
- Ян Янакієв — Сироїжкин, шанувальник бані, спільник браконьєрів
- Олександр Шворін — Саня, приятель Кашкіна
- Олександра Данилова — провідниця
- Олексій Ванін — шанувальник бані, футболіст (не вказаний в титрах)

## Знімальна група
- Автори сценарію — Григорій Горін, Олександр Сєрий
- Режисер-постановник — Олександр Сєрий
- Оператор-постановник — Віктор Листопадов
- Художник-постановник — Георгій Турильов
- Композитор — Геннадій Гладков
- Звукооператор — Володимир Крачковський
- Інструментальний ансамбль, диригент — Г. Гаранян
- Директор картини — Георгій Пастушков